# Erzsébet Ásguthy
Erzsébet Ásguthy (n. 9 septembrie 1895, Eperjes- d. 25 ianuarie 1984, Eperjes) a fost o scriitoare, nuvelistă și dramaturgă maghiară.